# Sturmgeschütz-Brigade 286
De Sturmgeschütz-Abteilung 286 / Sturmgeschütz-Brigade 286 / Heeres-Sturmgeschütz-Brigade 286 / Heeres-Sturmartillerie-Brigade 286 was tijdens de Tweede Wereldoorlog een Duitse Sturmgeschütz-eenheid van de Wehrmacht ter grootte van een afdeling, uitgerust met gemechaniseerd geschut. Deze eenheid was een zogenaamde Heerestruppe, d.w.z. niet direct toegewezen aan een divisie, maar ressorterend onder een hoger commando, zoals een legerkorps of leger.
Deze Sturmgeschütz-eenheid kwam in actie aan zuidelijke sector van het oostfront gedurende zijn hele bestaan en beëindigde de oorlog in Oostenrijk.

## Krijgsgeschiedenis

### Sturmgeschütz-Abteilung 286
Personeel voor de Sturmgeschütz-Abteilung 286 verzamelde zich op 24 augustus 1943 in Neiße. Maar de officiële oprichtingsdatum werd pas 1 oktober 1943. Op 8 oktober volgde dan een verplaatsing naar Frankrijk, naar Azay-le-Rideau onder “Aufstellungsstab West” en de training begon op 21 oktober. Begin november werden de Sturmgeschützen opgehaald in Altengrabow en training werd daarna vervolgd in “Camp du Ruchards”. Van 5 tot 14 december 1943 werd de Abteilung naar het oostfront verplaatst naar het gebied Kirovograd. De komende maanden vocht de Abteilung in dit gebied.
Op 14 februari 1944 werd de Abteilung omgedoopt in Sturmgeschütz-Brigade 286.

### Sturmgeschütz-Brigade 286
De omdoping in Sturmgeschütz-Brigade betekende echter geen organisatorische verandering, de samenstelling bleef gelijk. Vanaf maart 1944 volgde na nieuwe Sovjet-offensieven de terugtocht naar Moldavië. Daar volgden gevechten in het Dnjestr-bruggenhoofd bij Butor oostelijk van Chisinau tot in juni.
Op 10 juni 1944 werd de brigade omgedoopt in Heeres-Sturmgeschütz-Brigade 286.

### Heeres-Sturmgeschütz-Brigade 286
Toen het Sovjet Iași – Chișinau-offensief op 20 augustus 1944 losbarstte, werd de brigade al in de initiële aanval zwaar aangeslagen, maar was niet bij de omsingelde en daarmee vernietigde troepenonderdelen. Na de ineenstorting van het front in Roemenië trok de brigade naar het westen, via Piatra Neamț, Târgu Mureș en Cluj-Napoca door Transsylvanië. Daarna volgden gevechten in Hongarije, o.a. bij Szolnok. Later volgden een inzet aan de Garam en bij Bratislava.
Na toevoeging van een Begleit-Grenadier-Batterie werd de brigade op 4 april 1945 omgedoopt in Heeres-Sturmartillerie-Brigade 286.

### Heeres-Sturmartillerie-Brigade 286
De brigade trok verder terug Oostenrijk in.

### Einde
De Heeres-Sturmartillerie-Brigade 286 voerde een “vrijwillige demobilisatie” uit op 8 mei 1945 bij Horn. De voertuigen werden opgeblazen en te voet probeerden de manschappen de Amerikaanse linies te bereiken. Dat lukte de meesten, maar drie dagen na de overgave werden vele toch aan de Sovjets uitgeleverd.

## Samenstelling
- Staf
- 1e Batterij
- 2e Batterij
- 3e Batterij
- Begleit-Grenadier-Batterie, ofwel een compagnie begeleidingssoldaten, vanaf 4 april 1945.

## Commandanten
| Rang      | Naam                | Begin            | Eind               |
| --------- | ------------------- | ---------------- | ------------------ |
| Hauptmann | Körner              | 1 oktober 1943   | 22 oktober 1943    |
| Major     | Dr. Albert Bausch   | 22 oktober 1943  | 29 augustus 1944 † |
| Hauptmann | Paul Dahms          | 29 augustus 1944 | 4 september 1944   |
| Hauptmann | Felix Dahlke        | 4 september 1944 | november 1944      |
| Hauptmann | Hans Joachim Wagner | november 1944    | januari 1945       |
| Hauptmann | Paul Dahms          | 1945             |                    |

Major Bausch sneuvelde in de strijd bij Piatra Neamț (Roemenië).